# Liste der Baudenkmale in Lüneburg – Hinter dem Brunnen
In der Liste der Baudenkmale in Lüneburg – Hinter dem Brunnen sind Baudenkmale in der Straße Hinter dem Brunnen in der niedersächsischen Stadt Lüneburg aufgelistet. Die Quelle der IDs und der Beschreibungen ist der Denkmalatlas Niedersachsen. Der Stand der Liste ist der 1. Januar 2022.

## Allgemein
In den Spalten befinden sich folgende Informationen:
- Lage: die Adresse des Baudenkmales und die geographischen Koordinaten. Kartenansicht, um Koordinaten zu setzen. In der Kartenansicht sind Baudenkmale ohne Koordinaten mit einem roten Marker dargestellt und können in der Karte gesetzt werden. Baudenkmale ohne Bild sind mit einem blauen Marker gekennzeichnet, Baudenkmale mit Bild mit einem grünen Marker.
- Bezeichnung: Bezeichnung des Baudenkmales
- Beschreibung: die Beschreibung des Baudenkmales. Unter § 3 Abs. 2 NDSchG werden Einzeldenkmale und unter § 3 Abs. 3 NDSchG Gruppen baulicher Anlagen und deren Bestandteile ausgewiesen.
- ID: die Objekt-ID des Baudenkmales
- Bild: ein Bild des Baudenkmales, ggf. zusätzlich mit einem Link zu weiteren Fotos des Baudenkmals im Medienarchiv Wikimedia Commons. Wenn man auf das Kamerasymbol klickt, können Fotos zu Baudenkmalen aus dieser Liste hochgeladen werden:

## Baudenkmale
| Lage                                              | Bezeichnung | Beschreibung | ID       | Bild |
| ------------------------------------------------- | ----------- | ------------ | -------- | ---- |
| Hinter dem Brunnen 1 53° 15′ 0″ N, 10° 24′ 9″ O   | Wohnhaus    |              | 30676504 |      |
| Hinter dem Brunnen 2 53° 15′ 0″ N, 10° 24′ 9″ O   | Wohnhaus    |              | 30676522 |      |
| Hinter dem Brunnen 3 53° 15′ 0″ N, 10° 24′ 10″ O  | Wohnhaus    |              | 30676540 |      |
| Hinter dem Brunnen 4 53° 15′ 0″ N, 10° 24′ 10″ O  | Wohnhaus    |              | 30676558 |      |
| Hinter dem Brunnen 5 53° 15′ 0″ N, 10° 24′ 10″ O  | Wohnhaus    |              | 30676576 |      |
| Hinter dem Brunnen 6 53° 15′ 0″ N, 10° 24′ 10″ O  | Wohnhaus    |              | 30676594 |      |
| Hinter dem Brunnen 7 53° 15′ 0″ N, 10° 24′ 10″ O  | Wohnhaus    |              | 30676612 |      |
| Hinter dem Brunnen 8 53° 14′ 59″ N, 10° 24′ 11″ O | Wohnhaus    |              | 30676630 |      |
| Hinter dem Brunnen 9 53° 14′ 59″ N, 10° 24′ 11″ O | Wohnhaus    |              | 30676648 |      |